# Zdzisław Jarosz-Kamionka
Zdzisław Jarosz-Kamionka (ur. 19 lutego 1897, zm. 29 kwietnia 1938 w Łodzi) – podpułkownik łączności Wojska Polskiego.

## Życiorys
Syn Wiktora. W czasie I wojny światowej walczył w szeregach cesarskiej i królewskiej armii. W czasie służby został mianowany w korpusie oficerów piechoty: podporucznikiem ze starszeństwem z 18 sierpnia 1915 roku i porucznikiem ze starszeństwem z 1 maja 1917 roku. Jego oddziałem macierzystym był Pułk Telegraficzny.
W listopadzie 1918 roku został przyjęty do Wojska Polskiego. Walczył na wojnie z Ukraińcami jako szef łączności grupy operacyjnej . 3 maja 1922 roku został zweryfikowany w stopniu kapitana ze starszeństwem z dniem 1 czerwca 1919 roku i 38. lokatą w korpusie oficerów łączności, a jego oddziałem macierzystym był 2 pułk łączności. W 1923 roku pełnił obowiązki oficera telegrafii 2 pułku łączności w Jarosławiu. Przysługiwał mu wówczas tytuł adiutanta sztabowego. We wrześniu 1924 roku został odkomenderowany z pułku radiotelegraficznego do Doświadczalnego Centrum Wyszkolenia w Rembertowie na stanowisko wykładowcy na okres pięciu miesięcy. 1 listopada tego roku został wyznaczony na stanowisko dowódcy I batalionu pułku radiotelegraficznego w Beniaminowie. 15 lutego 1925 roku powrócił z odkomenderowania do macierzystego pułku i objął dowództwo I baonu. Od 1928 roku służył w Doświadczalnym Centrum Wyszkolenia w Rembertowie (od 1931 roku Centrum Wyszkolenia Piechoty), pozostając oficerem nadetatowym pułku radiotelegraficznego. W centrum prowadził ćwiczenia taktyki łączności. 27 stycznia 1930 roku został mianowany majorem ze starszeństwem z dniem 1 stycznia 1930 roku i 2. lokatą w korpusie oficerów łączności. Z dniem 1 grudnia 1934 roku został przeniesiony do Dowództwa Wojsk Łączności Ministerstwa Spraw Wojskowych na stanowisko szefa wydziału. Zmarł 29 kwietnia 1938 roku w szpitalu w Łodzi . Pochowany 2 maja 1938 roku na cmentarzu Doły w Łodzi .
Zdzisław Jarosz-Kamionka jako zamiłowany radiotechnik brał czynny udział w amatorskim ruchu krótkofalowym. Rozwijał również bardzo żywotną działalność na polu kynologii .

## Wybrane prace
- Rozważania na temat organizacji łączności w działaniach obronnych, Przegląd Łączności nr VI z czerwca 1938 roku, s. 403–452.

## Ordery i odznaczenia
- Krzyż Kawalerski Orderu Odrodzenia Polski (pośmiertnie, 10 sierpnia 1938)[18]
- Krzyż Walecznych (dwukrotnie)[4]
- Złoty Krzyż Zasługi (16 marca 1934)[19]
- Medal Pamiątkowy za Wojnę 1918–1921[4]
- Medal Dziesięciolecia Odzyskanej Niepodległości[4]
- Signum Laudis Brązowy Medal Zasługi Wojskowej z mieczami na wstążce Krzyża Zasługi Wojskowej (Austro-Węgry)[20]
- Order Miecza (Szwecja)[4]